# Sci alpino
(Anne Heggtveit, 1º ottobre 1960)
Lo sci alpino, anche detto sci di discesa, è uno sport invernale che consiste nello scendere a valle lungo un pendio montano scivolando sulla neve grazie a un paio di sci ai piedi, agganciati, mediante gli attacchi, ad appositi scarponi, generalmente effettuato su pendii attrezzati di pet ("piste") con impianti di risalita e trattamento del manto nevoso (la variante "fuoripista" viene al contrario praticata su terreni innevati non battuti e spesso si associa alla pratica di una disciplina affine, ma distinta dallo sci alpino, lo scialpinismo).

## Storia
Sebbene la storia dello sci sia plurimillenaria (i più antichi sci rinvenuti risalgono al VII millennio a.C.), lo sci alpino in senso moderno iniziò a svilupparsi soltanto a partire da metà del XIX secolo, quando furono introdotti attrezzi in grado di facilitare l'esecuzione delle curve in discesa. Nel 1840, a Schreiberhau (l'odierna Szklarska Poręba), è attestato l'uso di sci fatti esclusivamente per la discesa; nel 1850 il norvegese Sondre Norheim elaborò la tecnica del telemark, presentata ufficialmente a Oslo nel 1866, e nel 1870 elaborò i primi sci configurati in senso moderno, anche se si trattava ancora di sci nordici (a tallone libero) e non da sci alpino in senso stretto.

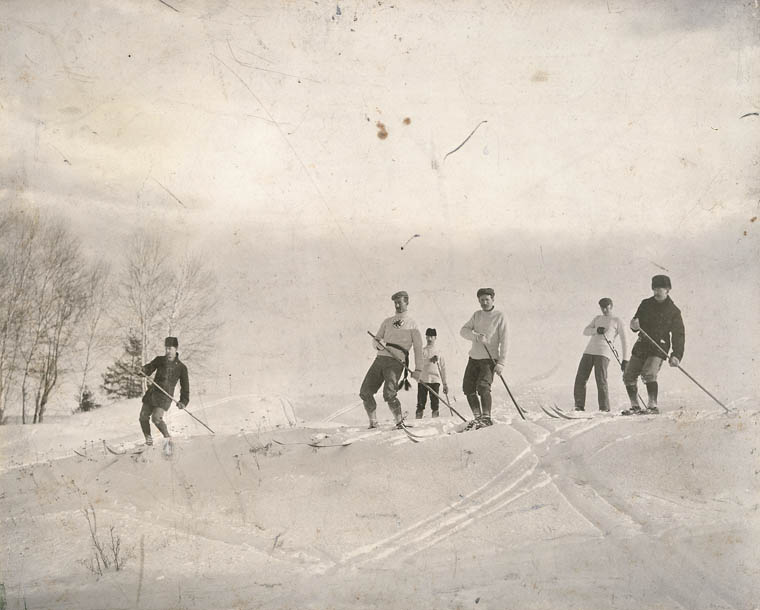
Un gruppo di sciatori in Canada nel 1887, ancora con il bastoncino singolo

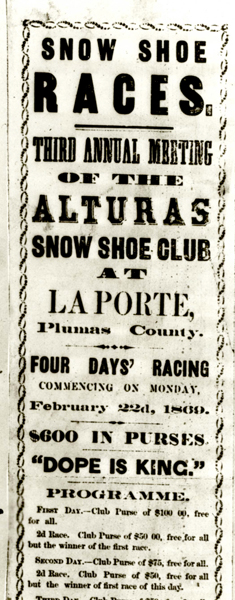
Manifesto pubblicitario dell'edizione del 1869 delle gare di La Porte

Già nel 1861, tuttavia, sono attestate competizioni di sci alpino, a La Porte negli Stati Uniti, anche femminili. Sulle Alpi, l'esordio dello sci come attività sportiva viene fatto risalire al 1864, quando l'albergatore di Sankt Moritz (Svizzera) Johannes Badrutt aprì la sua struttura ricettiva anche in inverno e vi invitò i suoi abituali clienti inglesi, fino ad allora solo villeggianti estivi, scommettendo che avrebbero trovato le attività invernali della località divertenti quanto quelle estive. All'anno successivo risale il primo incidente sciistico ricordato, una gamba rotta in Norvegia, mentre è del 1866 l'introduzione dei due bastoncini in gara. Negli anni settanta, ottanta e novanta del XIX secolo si diffusero le prime fabbriche di sci e i primi sci club in Europa, Nordamerica e Oceania. Iniziavano intanto a prendere forma quelle che sarebbero divenute le "classiche" dello sci alpino.
Nel 1896 l'austriaco Mathias Zdarsky scrisse Alpine Lilienfelder Ski-lauf Technik, il primo manuale di sci alpino, mentre nel 1910 il suo connazionale Hannes Schneider elaborò un nuovo movimento per curvare (la "tecnica Arlberg"), che si staccava nettamente dalla tradizione del telemark e si avvicinava recisamente a quella dello sci alpino moderno.
Intorno agli anni venti del XX secolo la fase pionieristica dello sci alpino iniziò a sedimentare le sperimentazioni dei decenni precedenti e a codificare stabilmente la disciplina; nel 1924 venne fondata la FIS. La prima gara di sci alpino in Italia venne disputata nel 1929 a Roccaraso e vinta dall'abetonese Gualtiero Petrucci. I primi campionati italiani sono invece disputati nel 1931. Il nuovo sport tuttavia non fu presente alla prime tre edizioni dei Giochi olimpici invernali e fece il suo debutto soltanto a Garmisch-Partenkirchen 1936, con la sola specialità della combinata (sia maschile sia femminile). I primi Campionati mondiali di sci alpino furono invece disputati a Mürren, in Svizzera, nel 1931, dove dieci anni prima si era disputato il primo slalom speciale.
Con il secondo dopoguerra lo sci alpino uscì definitivamente dalla sua fase pionieristica ed entrò in quella moderna; non più passatempo per genti di montagna o per ricchi turisti, divenne sport, se non di massa, almeno diffuso in sempre più ampi strati di popolazione nei Paesi dotati di montagne adatte. A contribuire a tale successo furono il diffondersi, in Europa e Nordamerica, di stazioni sciistiche attrezzate, soprattutto con impianti di risalita, e di collegamenti ferroviari e stradali che consentivano di raggiungerle in tempi brevi anche partendo dalle città di pianura. Un contributo decisivo venne anche dall'evoluzione tecnica dell'equipaggiamento: sia dell'abbigliamento, che divenne impermeabile e a miglior tenuta contro il freddo, sia degli stessi sci, che dal tradizionale legno massiccio passarono a essere costruiti con nuovi materiali (alluminio prima, materie plastiche poi) in grado di renderli più facili da maneggiare e più economici all'acquisto.
A decretare il successo di pubblico dello sci alpino come disciplina agonistica fu, in modo determinante, la televisione: i VII Giochi olimpici invernali di Cortina d'Ampezzo 1956 furono i primi a essere interamente trasmessi sul piccolo schermo. Dieci anni dopo la FIS organizzò la prima Coppa del Mondo di sci alpino, circuito internazionale che ogni anno, durante l'intera stagione invernale, vede i migliori sciatori alpini confrontarsi in una serie di gare disputate nelle principali stazioni sciistiche europee, nordamericane e asiatiche (con sporadiche tappe in Sudamerica e Oceania); ai piazzamenti ottenuti in gara viene attribuito un punteggio, attraverso il quale si determinano i vincitori delle due Coppe del Mondo generali (una maschile e una femminile) e delle varie Coppe del Mondo di specialità.

## Equipaggiamento

### Sci

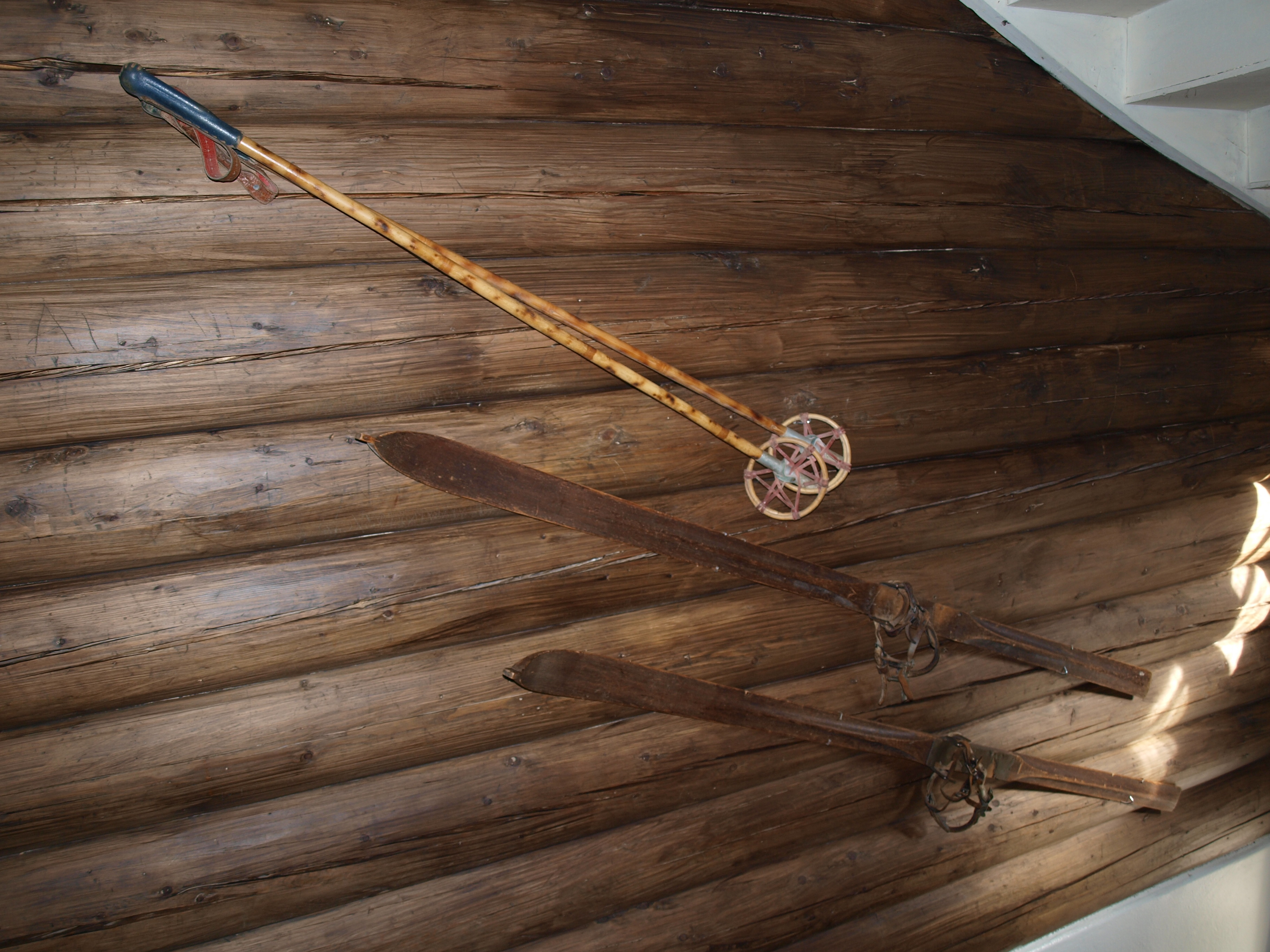
Una coppia di antichi sci con relativi bastoncini conservata nel Krokskogen, in Norvegia

Lo sci come attrezzo è storicamente un oggetto di legno dalla forma allungata e appiattita su cui sono posizionati degli attacchi per i piedi dello sciatore. Ai primordi lo sci corrispondeva letteralmente a questa descrizione: sia la parte superiore che il fondo erano di legno e gli attacchi consistevano in due legacci che assicuravano il piede all'attrezzo. A causa delle caratteristiche dei pendii, mossi e pieni di dossi e cunette, e della neve, fresca e non compressa da alcun tipo di macchinario, i primi sci presentavano una punta molto rialzata e una lunghezza attorno ai due metri.
Con lo svilupparsi della tecnica e delle prime stazioni sciistiche, che per la prima volta offrirono piste, si cominciarono ad applicare le prime lamine, ovvero delle strisce di metallo affilate assicurate al fondo dello sci con dei chiodi. Le lamine permettono di incidere meglio la neve e quindi di assicurare una migliore tenuta. Altra importante innovazione fu l'invenzione della soletta in grafite, che permette un notevole guadagno in termini di scorrevolezza e quindi velocità per via del minore attrito con la neve rispetto al legno.

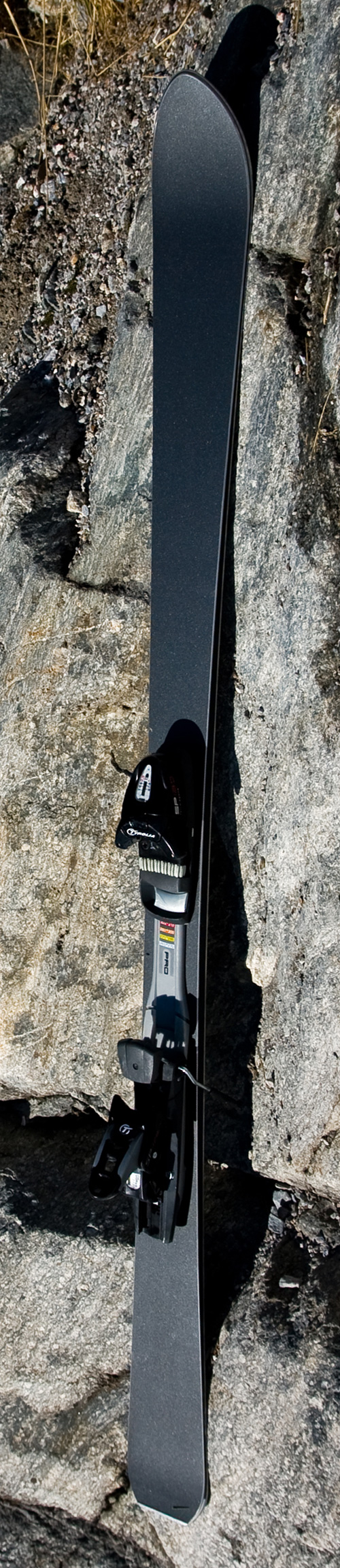
Sci sciancrati

Negli anni novanta del XX secolo l'introduzione degli sci sciancrati e, conseguentemente, della tecnica carving ha modificato significativamente i movimenti della sciata. Precedentemente, infatti, per curvare lo sciatore doveva fare "sbandare" lo sci per fargli cambiare direzione; con lo sci sciancrato, invece, per via del fatto di avere punta e coda più larghe, lo sciatore fa piegare lo sci, inclinandosi e può quindi descrivere una curva senza mai far sbandare lo sci ma viceversa facendolo scorrere sulla lamina, con ovvi vantaggi in termini di velocità di percorrenza.

### Attacchi
Inizialmente gli sci venivano collegati al piede dello sciatore attraverso semplici legacci di cuoio. In seguito furono sviluppate strutture rigide dette "attacchi"; tra le prime, quella introdotta da Mathias Zdarsky nel 1856 e quella imbullonata di Fritz Huitfeldt del 1894. L'invenzione degli attacchi a sganciamento facile risale al 1939 e si deve a Hjalmar Hvam, ma fu soltanto nel 1948 che Jean Beyl elaborò gli attacchi con piastra di sganciamento, che poi s'imposero definitivamente; nel 1957 furono introdotti i primi attacchi che si serravano allo scarpone in un unico movimento del piede.
Nei decenni seguenti in ambito agonistico vennero introdotti sistemi di sgancio rapido, che permettono allo sci di liberare il piede in caso di caduta evitando di sottoporre a pericolose sollecitazioni gambe e ginocchia dello sciatore.

### Scarponi

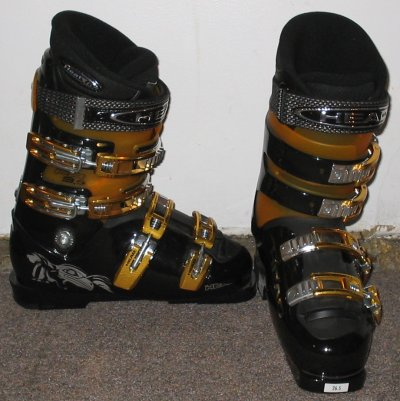
Moderni scarponi da sci alpino

Per oltre un secolo gli sci da discesa vennero assicurati a normali scarponi da montagna in cuoio. Fu l'evoluzione degli attacchi a rendere necessario un corrispettivo adattamento degli scarponi, fino alla creazione di modelli progettati esclusivamente per la pratica di questo sport. I primi scarponi con fibbie ad aggancio/sgancio rapido furono lanciati sul mercato nel 1955 e già due anni dopo Bob Lange creò i primi scarponi realizzati interamente in plastica rigida. La produzione su scala industriale di questo genere di scarponi iniziò a metà anni sessanta.

### Bastoncini
Per migliorare la stabilità, specie in curva, gli sciatori impugnano una coppia di bastoncini dotati di puntale; originariamente in legno, a partire dagli anni cinquanta vengono realizzati in alluminio e successivamente anche in fibra di carbonio.

### Abbigliamento
Accanto all'attrezzatura tecnica indispensabile per la pratica dello sport, gli sciatori alpini indossano abitualmente, a partire anche in questo caso dal secondo dopoguerra, un abbigliamento specifico, atto a migliorare tanto la comodità quanto la sicurezza delle sciate.

#### Tuta
La tuta da sci veste integralmente lo sciatore, è impermeabile e imbottita per proteggere da vento, umidità e freddo. Nello sci amatoriale può essere sostituita dall'abbinamento di un giaccone e un paio di pantaloni con le stesse caratteristiche, mentre in ambito agonistico è sempre in uso un pezzo unico e realizzata in modo da risultare il più aderente possibile e, quindi, aerodinamica. È sempre corredata da un paio di guanti.
La sicurezza in caso di caduta viene migliorata dall'inserimento di protezioni per la schiena, ovvero dei "gusci" solitamente in plastica che si adattano alla schiena dello sciatore e la proteggono dagli impatti. Sono state introdotte anche protezioni per le braccia (largamente utilizzate dagli atleti in quanto attutiscono l'impatto con i paletti) e per le gambe, dette parastinchi, anch'essi di plastica, che coprono le tibie e sono usati in particolare per la specialità dello slalom speciale, a causa dei continui contatti con i pali.

#### Maschera

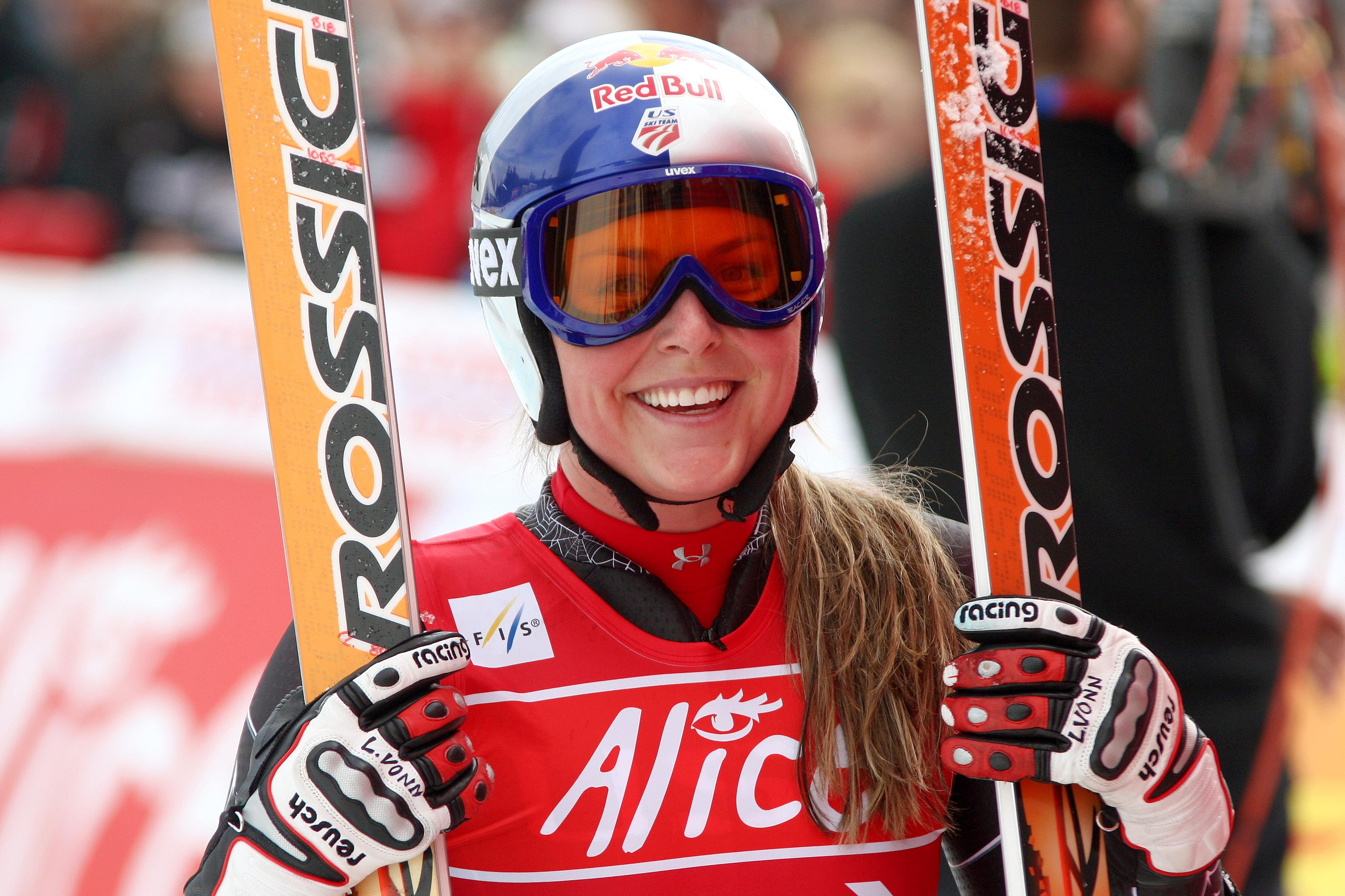
La statunitense Lindsey Vonn a Crans-Montana in tenuta da gara con occhiali, casco, tuta e guanti

Per proteggere gli occhi e migliorare la visibilità, spesso insufficiente visto che lo sci alpino è uno sport che si pratica all'aperto in montagna durante la stagione invernali, gli sciatori indossano regolarmente occhiali costituiti da una o più lenti che variano la visuale dell'atleta, detti per questo anche "maschera da sci"; essi ricoprono gran parte della parte superiore del viso e sono variamente colorati. Quella più scura, sull'arancione, serve per giornate prevalentemente soleggiate, mentre quelle più chiare per giornate di scarsa visibilità. La montatura è foggiata in modo da aderire completamente alla testa dell'atleta; un elastico l'assicura al capo dello sciatore o, sempre più frequentemente, al suo casco.

#### Casco
Inizialmente lo sci alpino era praticato a capo scoperto oppure indossando berretti o passamontagna per difendersi solo dal freddo. Le esigenze di sicurezza iniziarono ad affermarsi soltanto con l'avvento dell'epoca moderna dello sci, ma ancora per lungo tempo il casco non fu obbligatorio né erano presenti sul mercato modelli creati per lo sci. Negli anni sessanta la maggior parte dei caschi non consistevano che in una semplice calotta di cuoio imbottita, dalle capacità protettive limitate. Successivamente venne introdotto l'obbligo dell'uso del casco nelle competizioni di discesa libera, senza tuttavia specifiche di omologazione per i caschi. In seguito l'obbligo venne esteso a tutte, anche alle competizioni di slalom gigante e quindi supergigante, fino allo slalom speciale nella stagione 2006-2007. Nel ventunesimo secolo tutti i caschi necessitano di un'omologazione specifica, e quindi un atleta che si presentasse a una gara sotto l'egida della FIS o di una federazione nazionale con un casco non omologato non sarebbe ammesso.
Sui caschi può anche essere montata una mentoniera, solitamente in metallo, che rappresenta un'ulteriore protezione per il viso.

## Tecnica
Oggi sulle piste si osservano sia la tecnica di sci alpino classica, in disuso se non fosse per gli sciatori meno giovani o tradizionalisti, sia quella carving praticata con gli sci sciancrati,sul mercato dal 1997. Proprio a causa dell'introduzione degli sci sciancrati - ma anche del miglioramento delle condizioni delle piste da sci, meglio preparate e con un fondo più compatto - si è assistito a un notevole aumento della velocità, non solo per quanto riguarda le competizioni, ma anche sulle piste degli sciatori amatoriali. Di conseguenza sono state anche migliorate le misure di sicurezza, sia per quanto riguarda l'equipaggiamento dello sciatore sia per la preparazione e la messa in sicurezza delle piste.

### Tecnica classica
La tecnica classica dello sci alpino viene appresa attraverso una serie di fasi successive. Inizialmente s'insegna a controllare gli sci: i maestri fanno muovere i principianti in piano, usando i bastoncini e mantenendo un'impostazione del corpo centrale, e poi spiegano come risalire un pendio con gli sci paralleli ("a scaletta") oppure divergenti ("a spina di pesce", affine al passo pattinato corto dello sci di fondo); successivamente insegnano a controllare gli sci mediante gli spigoli (dérapage), l'impiego dei bastoncini per mantenere l'equilibrio e il movimento dello "spazzaneve" (avvicinare le punte degli sci allargando le code, così da rallentare l'andatura).

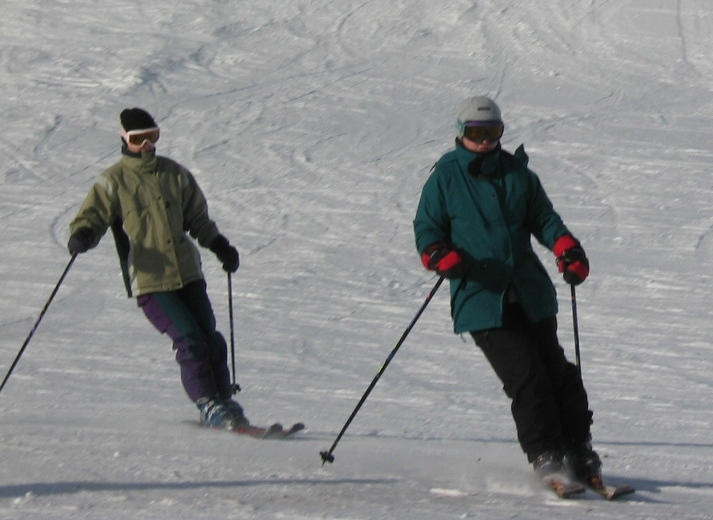
Curve eseguite in tecnica classica

L'elemento tecnico più complesso dello sci alpino è l'esecuzione delle curve; possono essere compiute in vari modi, di difficoltà crescente a causa dell'aumentare della velocità di realizzazione (e, di conseguenza, della sciata stessa):
- la "curva a monte in parallelo" si esegue mantenendo il peso su entrambi gli sci, paralleli tra loro, ma in misura maggiore su quello a valle, con quello a monte leggermente avanzato. Attraversando diagonalmente un pendio restando sugli spigoli, si esegue una serie di movimenti in tre tempi, in rapida successione: prima della curva, una flessione piegando ginocchia, anche e caviglie; quindi, piantando la punta del bastoncino vicino alla punta dello sci a monte, una appoggio e una distensione verso l'alto e in avanti, alleggerendo le code degli sci; poi una nuova flessione, abbandonando la presa sugli spigoli e lasciando scivolare le code degli sci piatti sulla neve di lato, verso il basso, grazie a un'energica spinta laterale delle caviglie; infine una rotazione degli sci a monte, tornando progressivamente a incidere con gli spigoli fino ad assumere la direzione voluta;
- "la curva a valle in parallelo" si svolge a sua volta in tre tempi: prima una flessione preparatoria piegando anche, ginocchia e caviglie; quindi un appoggio sul bastoncino a valle con la contemporanea, rapida distensione del corpo rilasciando la presa su entrambe le lamine: l'alleggerimento delle code e il rilascio degli spigoli porta gli sci, piatti rispetto al terreno, verso la linea di massima pendenza. A questo punto una nuova flessione e la spinta con i talloni delle code verso valle, caricando progressivamente gli spigoli e (soprattutto sullo sci a valle), conduce a raggiungere la direzione voluta. Se la curva a valle viene chiusa totalmente, lo sciatore si ferma. Tutto il movimento esige una posizione centrale, mantenendo il torace rivolto verso l'esterno per non entrare in rotazione alla fine;
- "la curva in conduzione", la più veloce, è quella effettuata interamente sugli spigoli; lo slittamento diagonale degli sci è limitato al massimo. In tal modo, la traccia impressa sulla neve è quasi uguale alla larghezza dei due sci, ma il raggio di curvatura è necessariamente molto ampio;
- "la curva a cortoraggio" è la manovra nella quale le flessioni di chiusura delle curve a valle sono anche preparatorie alle distensioni per compiere le curve successive e così via, senza interruzioni, cosicché i tempi da tre divengono due. In tal modo si realizza una serie continua di piegamenti e distensioni, con la quale gli sciatori scendono lungo le piste con una serie di curve strette ("serpentina").

Tipiche sono le "spigolate" sui tratti in rettilineo battuti e in curva con lo sci esterno che tende ad andare per la tangente.

### Tecnicacarving
Con gli sci sciancrati lo sciatore può eseguire veloci curve "in conduzione" con un raggio di curvatura molto più stretto di quella consentita dagli sci tradizionali. In questa tecnica si pongono gli sci di taglio sulla neve, di spigolo; è poi la curvatura stessa dello sci a determinare la traiettoria, mantenendo un'angolazione ottimale tra ginocchia, anche, busto e spalle per evitare di entrare in rotazione. La tecnica presenta alcune analogie con quella dello snowboard e consente di evitare sbandamenti o derapate in diagonale verso l'esterno: in tal modo viene cambiata direzione anche ripetutamente senza diminuire la velocità. Per questa ragione questa tecnica si è imposta universalmente nello sci agonistico.

## Agonismo

### Discipline
Lo sci alpino moderno si articola in quattro diverse discipline (discesa libera, supergigante, slalom gigante, slalom speciale), cui si aggiungono la combinata, che unisce una prova di discesa e una di slalom, e la supercombinata, che unisce una prima manche di discesa breve o di supergigante e una seconda di slalom. Le prime due sono considerate discipline veloci, le altre due discipline tecniche. Nel corso degli anni la FIS ha introdotto anche diverse varianti alle discipline tradizionali, quali discese sprint, giganti paralleli o slalom paralleli.
Tutte le gare di sci alpino prevedono il passaggio cronometrato degli atleti, in successione, lungo uno stesso percorso tracciato su una pista da sci. A delimitare il campo di gara è una serie di "porte" (coppie di paletti, singoli o doppi) attraverso le quali devono transitare gli sciatori; ogni percorso differente comporta la squalifica dell'atleta. Le varie discipline si differenziano per la distanza tra le porte, e di conseguenza per la velocità di discesa: massima nella discesa libera, minima nello slalom speciale, con supergigante e gigante in posizione intermedia. Oltre che più ravvicinate, nelle prove più lente (gigante e slalom, dette "discipline tecniche", in contrapposizione a quelle "veloci") le porte sono anche maggiormente sfalsate, richiedendo pertanto l'esecuzione di curve più accentuate.

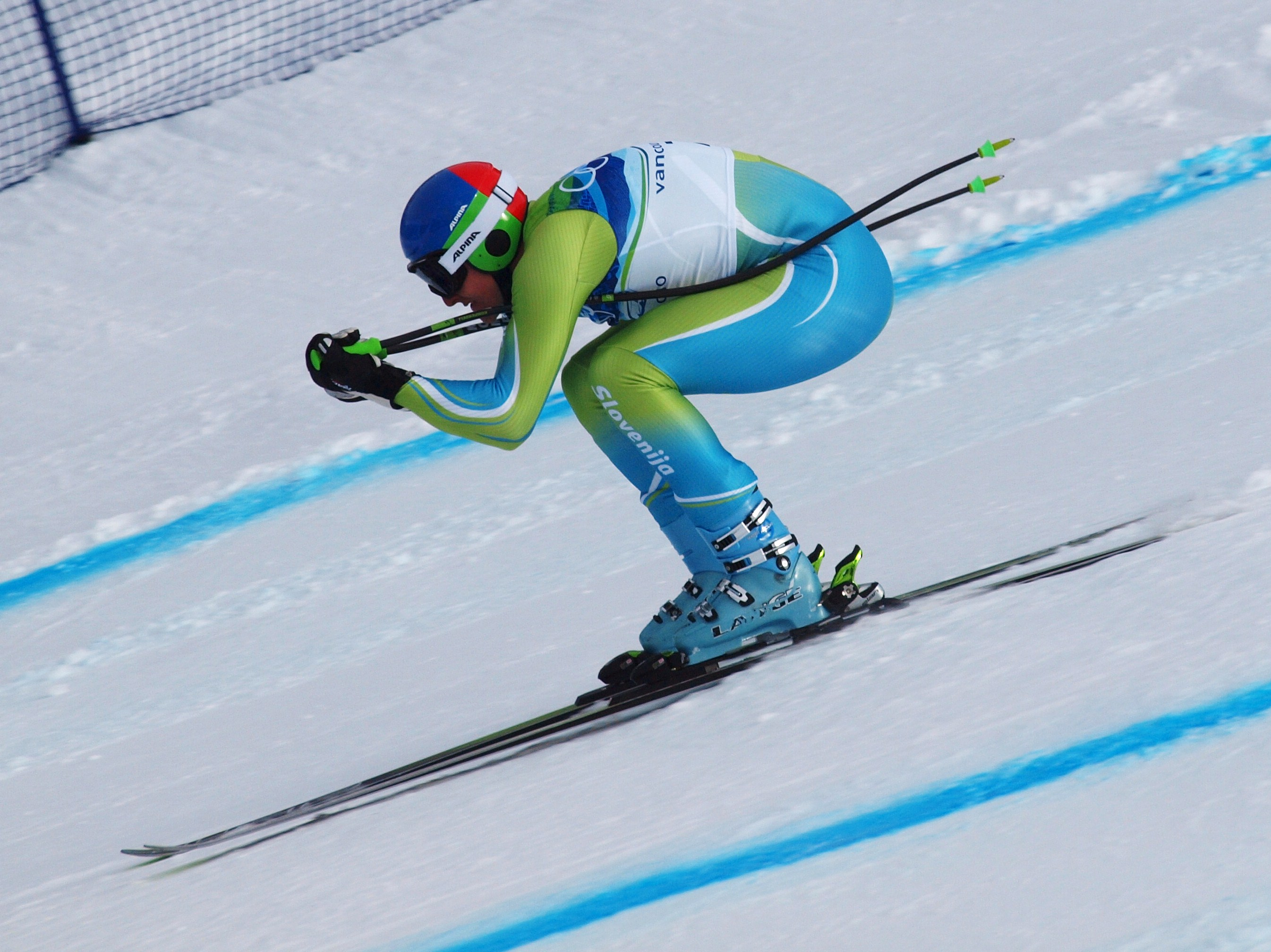
Lo sloveno Andrej Šporn in posizione a uovo, adottata dai discesisti per ottenere la massima velocità

Fin dagli albori sia maschili che femminili, le varie specialità iniziarono a differenziarsi già nel corso del XIX secolo. Le prime gare a essere disputate regolarmente furono quelle di discesa libera (del 1861 i primi resoconti giornalistici, negli Stati Uniti), seguite da quelle di slalom speciale. La codificazione delle due discipline riconosciuta dalla FIS venne però soltanto nel 1928, in occasione dei Campionati britannici di quell'anno. Contestualmente iniziò a essere introdotta anche la combinata: la prima fu disputata a Sankt Anton am Arlberg in quello stesso 1928. Ai primi Campionati mondiali di sci alpino di Mürren 1931 si disputarono gare di discesa e slalom, mentre il debutto dello sci alpino ai Giochi olimpici (Garmisch-Partenkirchen 1936) ebbe in programma la sola gara di combinata.
Lo slalom gigante fu codificato nel secondo dopoguerra, anche se già nel 1905 Mathias Zdarsky aveva tracciato una gara con caratteristiche simili, e divenne disciplina mondiale a partire da Aspen 1950 e olimpica da Oslo 1952. Discesa libera, slalom gigante e slalom speciale, oltre a occasionali paralleli, fanno parte del circuito della Coppa del Mondo di sci alpino fin dalla prima edizione, nel 1967, mentre il supergigante entrò nel programma della Coppa nel 1983, in quello iridato a Crans-Montana 1987 e in quello a cinque cerchi a Calgary 1988. Nel XXI secolo è stata invece introdotta la supercombinata, in sostituzione della combinata iridata a partire dai Mondiali di Åre 2007 e di quella olimpica dai Giochi di Vancouver 2010; in Coppa del Mondo affianca la combinata dalla stagione 2004-2005.

### Competizioni

#### Classiche
Le prime gare di sci alpino di cui si ha notizia certa furono disputate in Norvegia e negli Stati Uniti negli anni sessanta del XIX secolo, spesso articolate su più giorni ("settimane della neve") e abbinate a competizioni di sci nordico, ma fu soltanto a partire dalla fine del secolo e dagli inizi di quello successivo che iniziarono a prendere forma appuntamenti annuali ricorrenti: le prime "classiche " dello sci alpino.
La prima competizione documentata a Kitzbühel, in Austria, è del 1894-1895: si trattava dell'antenata del trofeo dell'Hahnenkamm, che si disputa regolarmente dal 1931. Nel 1924 è stato avviato il Parsenn-Derby a Davos, nel 1928 si disputò a Sankt Anton am Arlberg la prima edizione dell'Arlberg-Kandahar, l'unica grande classica senza sede fissa (è stata organizzata anche a Mürren, Chamonix, Sestriere e Garmisch-Partenkirchen), e nel 1930 a Wengen debuttò il trofeo del Lauberhorn. Al 1961 risale la prima edizione della Coppa Vitranc a Kranjska Gora e al 1964 il trofeo femminile di Maribor, Zlata lisica.
Dal 1966-1967 le classiche sono state generalmente inserite nel circuito della Coppa del Mondo.

#### Campionati nazionali
Nei primi decenni del XX secolo nei Paesi alpini, scandinavi e nordamericani vennero organizzati Campionati nazionali di sci annuali, inizialmente limitati allo sci nordico. L'alpino fece il suo debutto ai Campionati britannici del 1921, disputati a Wengen, per poi diffondersi rapidamente in tutte le nazioni montane.

#### Mondiali
I primi Campionati mondiali di sci alpino si tennero a Mürren, in Svizzera, nel 1931 e fino al 1939 vennero disputati ogni anno. Sospesi a causa della Seconda guerra mondiale, i Mondiali vennero ripresi nel 1948 con cadenza biennale e fino al 1982 si disputarono negli anni pari; negli anni in cui si svolgevano i Giochi olimpici invernali le gare olimpiche erano valide anche come gare dei Mondiali - tranne la combinata, valida solo per questi ultimi. Dal 1985 la rassegna iridata è stata spostata agli anni dispari, per evitare la concomitanza con i Giochi olimpici. La formula dei Mondiali, rimasta sempre invariata, prevede che nell'arco di una-due settimane si disputi, entro una stessa stazione o comprensorio sciistico, una gara per ogni disciplina; i primi tre classificati ricevono rispettivamente medaglie d'oro, d'argento e di bronzo.
Tutte le gare dei Mondiali sono sempre state sia maschili sia femminili. Nella prima edizione si gareggiò in discesa libera e slalom speciale; la combinata fu introdotta nel 1932, lo slalom gigante nel 1950 e il supergigante Campionati mondiali di sci alpino 1987. Dal 2007 la supercombinata ha sostituito la combinata.
Dal 1982 la FIS organizza anche Mondiali juniores, con cadenza annuale. La formula è identica a quella dei Mondiali "seniores", salvo che per la combinata, la cui classifica viene stilata sommando i tempi di discesa, gigante e slalom. e nel 1991 in austria

#### Olimpiadi
Lo sci alpino debuttò ai Giochi olimpici invernali a Garmisch-Partenkirchen 1936, con sole gare di combinata. Discesa libera e slalom speciale furono introdotti a Sankt Moritz 1948, lo slalom gigante a Oslo 1952 e il supergigante a Calgary 1988. La combinata non è stata disputata a Sarajevo 1984 e a Vancouver 2010 è stata sostituita dalla supercombinata; tutte le gare sono sempre state sia maschili sia femminili e la formula è identica a quella dei Mondiali.

#### Coppa del Mondo
La Coppa del Mondo è un circuito internazionale, maschile e femminile, organizzato dalla FIS e che assegna un trofeo generale e uno per ognuna delle discipline previste. Ogni stagione si articola lungo un calendario nel quale si succedono "tappe" in varie località sciistiche, per lo più europee, nordamericane e dell'Estremo Oriente, ognuna delle quali ospita gare di alcune delle varie specialità. In ogni gara vengono assegnati punteggi in base alla classifica all'arrivo; la somma dei punteggi determina le classifiche di Coppa, generale e di specialità. Ai vincitori viene consegnato un trofeo: la coppa di cristallo.
La Coppa del Mondo debuttò nella stagione 1966-1967 e la sua formula fu ideata da Bob Beattie, allenatore della nazionale statunitense, da Honoré Bonnet, allenatore della nazionale francese, e da Serge Lang, giornalista francese. Le Coppe del Mondo di discesa libera, di slalom gigante e di slalom speciale sono state assegnate fin dalla prima edizione del circuito; quella di supergigante dal 1985-1986 e quella di combinata dal 2006-2007.

#### Altri circuiti e manifestazioni
Accanto alla Coppa del Mondo la FIS organizza anche altri circuiti internazionali: in ognuno di essi le gare si svolgono in stazioni sciistiche raccolte in un unico continente, anche se la partecipazione alle gare non prevede limitazioni di nazionalità. Quello più dal maggior rilievo tecnico è la Coppa Europa, che si disputa dal 1971-1972; alla stagione precedente (1970-1971) risale la Nor-Am Cup nordamericana. Di tasso tecnico nettamente inferiore sono l'Australia New Zealand Cup (Oceania, dal 1999), la Far East Cup (Asia - limitatamente all'Estremo Oriente -, dal 1999) e la South American Cup (Sudamerica, dal 2000).
A livello giovanili sono riconosciuti dalla FIS anche i Campionati nazionali juniores, le Universiadi invernali e le gare "juniores", cui va aggiunto il Trofeo Topolino; è inoltre previsto dalla Federazione tutto un insieme di singole gare, non legate tra loro in un qualche circuito ma che hanno comunque una veste ufficiale: gare FIS, Campionati militari, gare "citizen", ecc. I Giochi asiatici invernali, infine, sono una manifestazione polisportiva che include anche gare di sci alpino.

## Sci alpino paralimpico

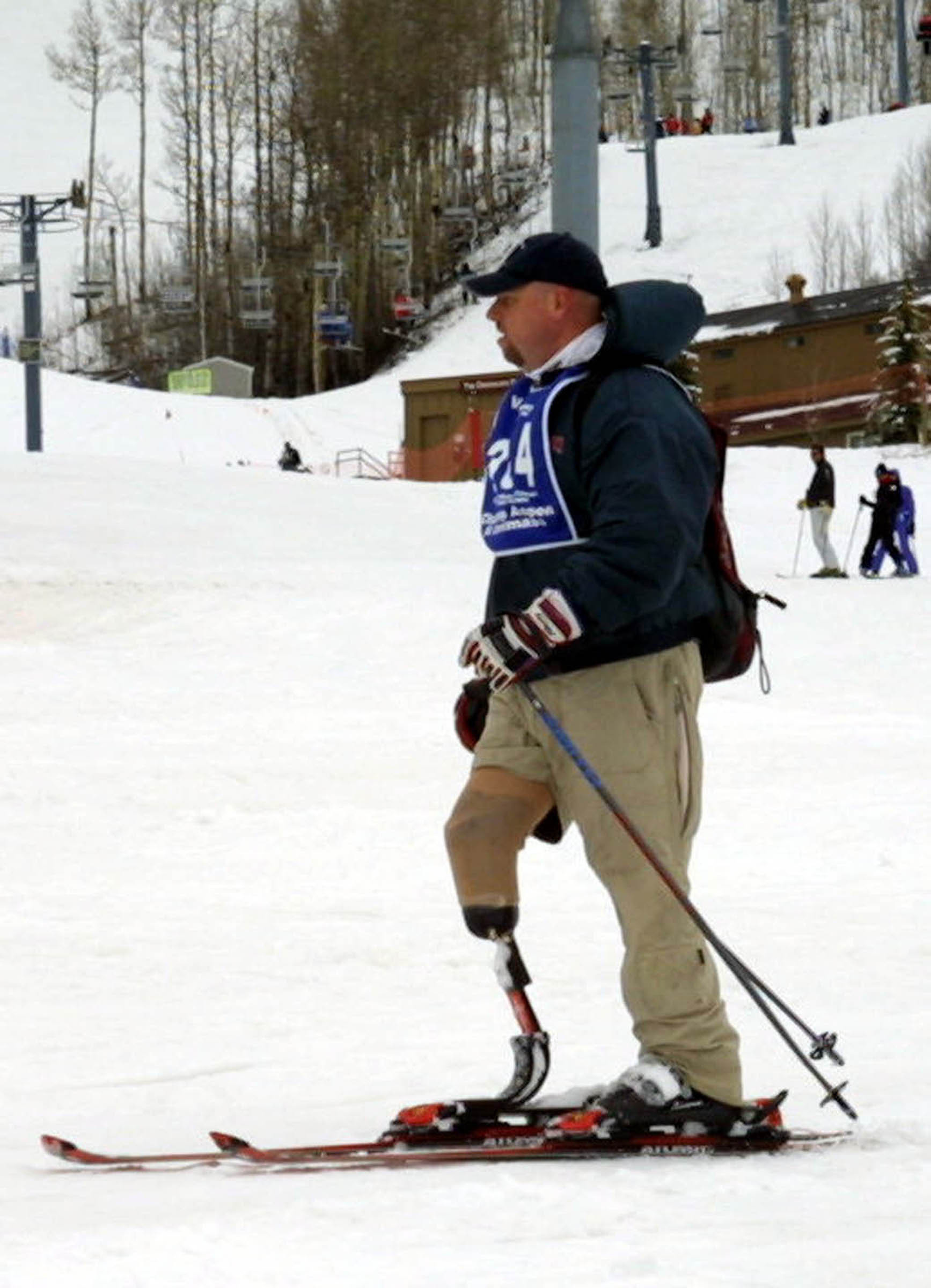
Uno sciatore con protesi

Lo sci alpino paralimpico è la variante dello sci alpino praticata da atleti con disabilità fisiche o visive. L'attrezzatura è adattata all'abilità funzionale dello sportivo, che può utilizzare normali sci, una slitta montata su monosci, stabilizzatori o protesi ortopediche a seconda dei casi. Le persone affette da cecità o ipovisione possono sciare accompagnate da una guida che li precede sulla pista dando loro indicazioni vocali sul percorso da seguire.
L'attività agonistica internazionale è organizzata dal Comitato Paralimpico Internazionale. Per le principali competizioni vale il regolamento della Federazione Internazionale Sci (FIS) integrato da disposizioni dettate dall'IPASC. Si disputano gare in tutte le specialità alpine (discesa libera, supergigante, slalom gigante, slalom speciale, combinata/supercombinata). Gli sciatori sono divisi in categorie in base al tipo e al grado di disabilità. Lo sci alpino è presente nel programma dei Giochi paralimpici invernali sin dalla prima edizione di Örnsköldsvik 1976, in Svezia.